# Bernhardt Esau
Bernhardt Esau, né le 9 décembre 1957, est un homme politique namibien, ministre des Pêches du Cabinet de la Namibie. Membre de l'Organisation du peuple du Sud-Ouest africain (SWAPO), Esau est membre de l'Assemblée nationale depuis son élection par le président Sam Nujoma, en 1995. Il a également été vice-ministre du Commerce et de l'Industrie de 1999 à 2010.

## Carrière
Esau est né à Swakopmund, dans la région d'Erongo, le 9 décembre 1957. Il a obtenu son baccalauréat au St. Josephs Training College de Dobra en 1977 et a obtenu son diplôme de l'université de Fort Hare en 1984. Esau a été nommé secrétaire général de la Mineworkers Union of Namibia. du Syndicat national des travailleurs namibiens (NUNW) en 1991. En 1992, lors d’une discussion sur le rôle des syndicats namibiens, Esaü était favorable au maintien d’une alliance avec la SWAPO. Cependant, plus tard en 1994, Esau a suggéré que les syndicats puissent former leur propre parti politique si les droits des travailleurs continuaient d'être ignorés par le gouvernement de la SWAPO. La même année, le natif de Swakopmund a été inscrit sur la liste de la SWAPO à l'Assemblée nationale et a été élu à l'Assemblée nationale lors des élections de l'année suivante. Esau a été membre du bureau politique de la SWAPO de 1991 à 1997 et du Comité central du parti depuis 1991. En tant que vice-ministre, il a dû soutenir des politiques économiques libérales, notamment la création de zones franches d'exportation en Namibie où la législation du travail ne s'applique pas. appliquer.
Ésaü a par la suite occupé le poste de ministre des Pêches et des Ressources marines. Dans le cabinet du président Hage Geingob, nommé en mars 2015, Esau a été maintenu à son poste de ministre des Pêches et des Ressources marines.